# Hofmeisterella falcata
Hofmeisterella falcata är en orkidéart som först beskrevs av Jean Jules Linden och Heinrich Gustav Reichenbach, och fick sitt nu gällande namn av Nauray och Antonio Galán de Mera. Hofmeisterella falcata ingår i släktet Hofmeisterella och familjen orkidéer. Inga underarter finns listade i Catalogue of Life.